# Skinnbaggar
Skinnbaggar (Heteroptera), eller stinkflyn, är en underordning i insektsordningen halvvingar med ungefär 40 000 arter varav cirka 600 förekommer i Sverige. 
Längden varierar från 0,8 till 110 millimeter. De har sugande och stickande mundelar (en oparig sugsnabel, kallad rostrum hos skinnbaggar) som de använder för att suga vätskor från växter eller djur. Skinnbaggar har minst ett par välutvecklade vingar (ibland döljs bakvingarna av förkortade framvingar) utan fjäll. Framvingarna (kallade täckvingar eller elytra) är sklerotiserade och ogenomskinliga, utom i spetsen där de är membranösa och överlappar varandra i vila (jämför skalbaggar vars täckvingar aldrig överlappar). Landlevande skinnbaggar har ofta långa antenner med fyra eller fem segment. Vattenlevande arter har kortare antenner med tre eller fyra antennsegment.
Skinnbaggar är hemimetabola insekter och saknar därför puppstadium. Istället genomgår de juvenila djuren, ofta kallade nymfer, ett antal ömsningar innan de når sitt slutliga könsmogna stadium (imago). 
De mest välkända skinnbaggarna är antagligen bärfisar. 

## Familjer
Nedanstående familjer förekommer i Sverige.
- dvärgskinnbaggar 	(Ceratocombidae)
- pysslingskinnbaggar 	(Dipsocoridae)
- vattenspringare 	(Mesoveliidae)
- vitmosseskinnbaggar 	(Hebridae)
- vattenmätare 	(Hydrometridae)
- vattenlöpare 	(Veliidae)
- skräddare 	(Gerridae)
- vattenskorpioner 	(Nepidae)
- buksimmare 	(Corixidae)
- vattenbin 	(Naucoridae)
- vattenfisar 	(Aphelocheiridae)
- ryggsimmare 	(Notonectidae)
- dvärgryggsimmare 	(Pleidae)
- strandskinnbaggar 	(Saldidae)
- rovskinnbaggar 	(Reduviidae)
- blåsskinnbaggar 	(Microphysidae)
- ängsskinnbaggar 	(Miridae)
- nätskinnbaggar 	(Tingidae)
- fältrovskinnbaggar 	(Nabidae)
- näbbskinnbaggar 	(Anthocoridae)
- vägglöss 	(Cimicidae)
- barkskinnbaggar 	(Aradidae)
- mållskinnbaggar 	(Piesmatidae)
- styltskinnbaggar 	(Berytidae)
- fröskinnbaggar 	(Lygaeidae)
- eldskinnbaggar 	(Pyrrhocoridae)
- bredkantskinnbaggar 	(Coreidae)
- smalkantskinnbaggar 	(Rhopalidae)
- krumhornskinnbaggar 	(Alydidae)
- kölskinnbaggar 	(Acanthosomatidae)
- tornbenskinnbaggar 	(Cydnidae)
- glansskinnbaggar 	(Thyreocoridae)
- sköldbärfisar 	(Scutelleridae)
- bärfisar 	(Pentatomidae)